# Bernard Renooij
Bernardus Renooij (Den Haag, 4 maart 1915 – Leidschendam, 9 april 2006) was een Nederlands organist en componist.

## Opleiding
Hij was zoon van artilleriemilitair Bernardus Renooij en Louisa Wilhelmina Bodaan. Hijzelf trouwde in 1941 met Adriana Louisa Hoops. Renooij had aanvankelijk les van Henk van den Berg, de organist van de Abdijkerk in Loosduinen. Aan het Koninklijk Conservatorium in Den Haag studeerde af in piano, orgel en muziektheorie (respectievelijk in 1939, 1940 en 1943). Zijn orgeldocent was Adriaan Engels.

## Activiteiten
Renooij was aanvankelijk organist in enkele kerken in Utrecht (onder andere de Julianakerk) en het Gebouw voor Kunsten en Wetenschappen in Den Haag en daarna in de Oude Kerk in Delft. In Den Haag werkte Renooij van 1946 tot 1969, waar hij organist was van de Duinoordkerk en later de Kloosterkerk. In 1966 werd, mede door zijn inzet hiervoor, een nieuw driemanuaal orgel in de Kloosterkerk, (de voormalige kapel van een Dominicanerklooster) geplaatst, vervaardigd door de Deense firma Marcussen & Søn.
Daarnaast werkte Renooij op het Koninklijk Conservatorium in Den Haag. Aanvankelijk (1944) als docent harmonieleer, later als hoofd van de afdeling muziektheorie, en tot zijn pensionering als adjunct- en waarnemend directeur.

## Componist
Componeren deed Renooij in zijn vrije tijd. Hij componeerde werken voor orgelsolo (o.a. psalmbewerkingen en in 1955 de Triptiek 'In Nativitate Domini') en voor koor. Voor het muziektheorieonderwijs schreef hij een aantal solfègeboeken. In 1964 werd hem de Visser Neerlandiaprijs toegekend voor het werk Sinfonia voor jeugdorkest dat hij componeerde voor Hofstads Jeugdorkest. In 1951 was hij met Joh. de Zwaan jr. oprichter en ook de eerste voorzitter van de Haagse Orgel Kring. Tot zijn overlijden was hij erelid van deze HOK.
Renooij overleed op 91-jarige leeftijd na een kort ziekbed.
- International Standard Name Identifier: 0000 0000 4307 6292
- Library of Congress Control Number: no89004968
- Nederlandse Thesaurus van Auteursnamen: 258201460
- Virtual International Authority File: 21698906
- WorldCat: E39PBJrWGjyCrKytjRWcPQycfq